# 滝の白糸 (石川さゆりの曲)
「滝の白糸」（たきのしらいと）は、1988年に発売された石川さゆりのシングルである。発売元は日本コロムビア。

## 概要
石川県金沢市の浅野川に架かる「天神橋」（ただし、歌詞は別名の「卯辰橋」）をテーマにしたご当地ソング。
1988年末の『第39回NHK紅白歌合戦』で歌唱した。また、同年10月20日放映の『ザ・ベストテン』（第554回）では「今週のスポットライト」コーナーで出演し、同曲を披露した。

## 収録曲
両楽曲とも、作詞：吉岡治、作曲：市川昭介、編曲：斉藤恒夫
1. 滝の白糸
2. 滝の白糸（カラオケ）